# 巴尔克塞塔
巴尔克塞塔，是西班牙巴伦西亚自治区巴伦西亚省的一个市镇。总面积29平方公里，总人口1602人（2001年），人口密度55人/平方公里。